# 勞達赫湖

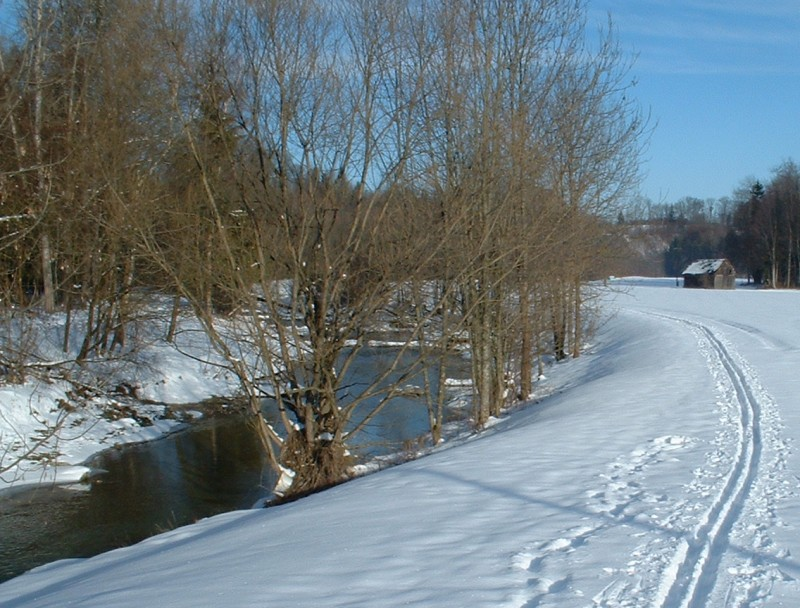

勞達赫湖是奧地利的湖泊，位於上奧地利州的薩爾茨卡默古特，毗鄰特勞恩湖，長0.4公里、寬0.4公里，面積0.1平方公里，海拔高度894米，平均水深15至26米。
47°52′44″N 13°51′10″E / 47.8789°N 13.8528°E